# Rodolfo Torres Agudelo
Rodolfo Andrés Torres Agudelo (Duitama, departament de Boyacá, 21 de març de 1987) és un ciclista colombià, professional des del 2007, actualment corre a l'equip Androni Giocattoli-Sidermec.

## Resultats
2010Vencedor d'una etapa a la Volta a Mèxic
20171r al Tour de Bihor-Bellotto i vencedor d'una etapa
Resultats al Giro d'Itàlia2014. 81è de la classificació general
Resultats a la Volta a Espanya2015. 32è de la classificació general